# JC Gonzalez
Juan Camilo Gonzalez, conhecido profissionalmente como JC Gonzalez, é um ator,cantor e compositor Colombiano. Sua carreira começou em 2009, quando ele participou de comerciais e peças publicitárias no Texas. Gonzalez também foi um participante de Making Menudo, um reality show da MTV onde foram selecionados vinte e cinco cantores bilíngues. Gonzalez fez participações em filmes e na televisão, em séries como Parks and Recreation e Los Americans.

## Primeiros anos
Gonzalez nasceu em Bogotá, Colômbia. Ele tem dois irmãos mais novos. Gonzalez foi classificado como uma criança hiperativa, e por isso ganhou o apelido de "terremoto" (Earthquake). Gonzalez sua família se mudaram para Houston quando ele tinha 7 anos de idade em busca de tratamento médico para seu irmão mais novo.
Gonzalez começou o ensino fundamental no Gimnasio Los Caobos em Bogotá, Colômbia, e estudou na Clements High School em Sugar Land, Texas.

## Carreira

### Música

JC Gonzalez

Gonzalez é um dos novos artistas que começaram a ser reconhecidos internacionalmente. Seu estilo de mixagem hip hop, pop latino e a fusão de afro-pop / rap começaram a ganhar um sucesso considerável na América Latina, geralmente associando-a à música colombiano popular chamado cumbia. No entanto, Gonzalez realmente usa as noções básicas de cumbia, mas com um toque melódico de hip hop, mas não limitado a um único estilo musical, mas tenta incorporar diferentes estilos como hip hop, o rap, reggaeton, balada, salsa, rock and roll, e até mesmo jazz, uma amostra disso é a canção "Equação do amor", que se tornou um de seus trabalhos mais aclamados 

Gonzalez gravou material original assim como um remix da canção "El Perdón" por Enrique Iglesias e Nicky Jam. A partir de 2016, Gonzalez começou a preparar o seu álbum de estreia a solo, intitulado AwakIn, que foi definido para conter músicas em inglês e espanhol, com uma mistura de ritmos latinos e Americanos de rap e pop.

### Televisão e cinema
Gonzalez começou sua carreira atuando em comerciais de televisão no Texas. Depois de terminar o colegial, mudou-se para Los Angeles, onde começou a trabalhar em comerciais e séries de televisão. Ele fez comerciais de televisão para a Ford, Honda, e a AT&T.
Em janeiro de 2007, Gonzalez fez o teste para Making Menudo em Los Angeles. Ele não passou pelos testes de corte, e então começou aulas de dança e fez o teste novamente em Dallas. Em Dallas, ele foi selecionado pelo cantor Porto-riquenho Luis Fonsi e o locutor de rádio Daniel Luna como um dos vinte e cinco participantes que iriam para Nova York , onde foram filmados os episódios para a série Road to Menudo. Gonzalez foi um dos 15 deste grupo para passar para o show Making Menudo.
Como parte do show, Gonzalez, juntamente com quatorze outros artistas aspirantes, foi treinado para cantar e dançar em South Beach , por quase quatro meses.
Em 2009, Gonzalez apareceu em Parks and Recreation no episódio Sister City como Jhonny, um estagiário venezuelano.
Em 2010, Gonzalez, desempenhou o papel principal no vídeo para Kaya Rosenthal (Can't Get You Out of My Mind). Gonzalez também apareceu em Locked Up Abroad, Hard Times, How to Rock, e Parenthood. Em 2010, Gonzalez interpretou um papel na série Victorious no episódio (Survival of the Hottest).
Gonzalez estrelou em Los Americans, uma série da Internet, que foi lançado em Maio de 2011. Em 2013, Gonzalez apareceu na web série Blue. Gonzalez também trabalhou em outras web séries, incluindo Ragdolls em 2013. Em 2015, Gonzalez assumiu o papel de Jake em NCIS: Nova Orleans, no episódio Blue Christmas.

## Vida pessoal
Gonzalez cresceu em Sugar Land, Texas, um subúrbio de Houston e atualmente reside em Los Angeles, Califórnia.

## Filmografia

### Television
| Ano  | Título                                                        | Papel                     | Notas                                                                                     |
| ---- | ------------------------------------------------------------- | ------------------------- | ----------------------------------------------------------------------------------------- |
| 2007 | Making Menudo                                                 | JC                        | MTV Reality Show                                                                          |
| 2008 | Banged Up Abroad                                              | Irmão de Lia McCords      | Episódio: Bangladesh National Geographic Channel                                          |
| 2009 | Second Coming                                                 | Policial (as Juan Camilo) | Video                                                                                     |
| 2009 | Parks and Recreation                                          | Jhonny                    | Episódio: "Sister City"                                                                   |
| 2009 | Love Fifteen                                                  | Filho de Cindy Lee        | Cindy Lee (Paola Turbay)                                                                  |
| 2010 | The Hard Times of RJ Berger Série de TV                       | Dançarino com faca        | Episódio The Berger Cometh                                                                |
| 2010 | Victorious                                                    | Ben                       | Episódio: "Sobrevivência do Mais Colorento"                                               |
| 2010 | Parenthood                                                    | Jovem de fraternidade     | "Orange Alert"]                                                                           |
| 2011 | Los Americans                                                 | Paul Valenzuela           | Episódios: The Truth Hurts; Happy Birthday; Going to México; The Legacy and more episodes |
| 2011 | Big Time Rush                                                 | Costart                   | Episódio: Big Time Strike                                                                 |
| 2012 | How to Rock                                                   | Jogador de futebol Bully  | Episódio: How to Rock a Newscast, TV Series                                               |
| 2012 | Slumber Party Slaughter                                       | Randy                     | Filme                                                                                     |
| 2013 | RagDolls                                                      | Mateo                     | Episódios: Bésame Mucho; The Sexy Bra; Undercover Date Agent; The Pot Shop                |
| 2014 | 11:11                                                         | Ryan                      | Série de TV                                                                               |
| 2014 | I Didn't Do It (série de televisão)                           | Mike                      | Episódio: Lindy Nose Best                                                                 |
| 2015 | Hot Flash: The Chronicles of Lara Tate - Menopausal Superhero | Cock Block                | Série de TV                                                                               |
| 2015 | Elena                                                         | Victor                    | Série de TV                                                                               |
| 2015 | NCIS: New Orleans                                             | Jake                      | "Blue Christmas"]                                                                         |
| 2016 | Good After Bad                                                | Collin                    | Série de TV                                                                               |
| 2018 | 9-1-1 (série de televisão)                                    | Kyle                      | Série de TV                                                                               |
| 2018 | Goliath (TV series)                                           | DJ Diego Spiz             | Série de TV                                                                               |

### Webisodes
| Ano  | Título           | Papel           | Notes                                                |
| ---- | ---------------- | --------------- | ---------------------------------------------------- |
| 2010 | Love 15          | Filho           |                                                      |
| 2011 | Los Americans    | Paul Valenzuela | Dirigido por Dennis E. Leoni                         |
| 2013 | Blue (web série) | Harry           | Episódio: Kind Of A Name Is Blue? por Rodrigo García |

### Commerciais
| Comercial                  | Papel     | Chanal                   |
| -------------------------- | --------- | ------------------------ |
| Honda Fit (inglés/español) | Principal | Nacional                 |
| Jack in the Box (Spanish)  | Principal | Nacional                 |
| HCCS Fall Commercial       | Principal | Regional                 |
| Nerf Vulcan Hasbro         | Principal | Regional                 |
| Academy Sporting Goods     | Principal | Regional                 |
| Houston Community College  | Principal | Regional (Institutional) |
| National                   | Principal | Online                   |
| Fiesta Rock                | Principal | Regional                 |
| Connect EDU                | Principal | Online                   |
| Nintendo Wii               | Principal | National                 |
| KFC                        | Principal | National                 |
| AT&T                       | Principal | National                 |
| Ford Focus                 | Principal | National                 |

### Canções
| Ano  | Título                 | Posição        | Posição        | Álbum                     |
| Ano  | Título                 | E. E. U. U R&B | E. E. U. U Rap | Álbum                     |
| ---- | ---------------------- | -------------- | -------------- | ------------------------- |
| 2015 | Equation of Love       | —              | —              | Equation of Love – Single |
| 2015 | Quiet Game             | —              | —              | Quiet Game – Single       |
| 2015 | Cupid                  | —              | —              | AwakIN                    |
| 2015 | Zoom                   | —              | —              | Zoom – Single             |
| 2015 | Prendete               | —              | —              | AwakIN                    |
| 2016 | Solitary Conversations | —              | —              | 2moonS                    |
| 2016 | Luchando               | —              | —              | 2moonS                    |
| 2016 | Let me be me           | —              | —              | 2moonS                    |